# Château de la Marthonie
Pour les articles homonymes, voir La Marthonie.
Le château de La Marthonie, ou de la Marthonye, est situé sur la commune de Saint-Jean-de-Côle, dans le département français de la Dordogne. 

## Présentation

### Historique
Au XIIIe siècle, la terre de Saint-Jean-de-Côle dépendait du vicomte de Limoges et relevait du roi de France.
Les premiers membres de la famille de La Marthonie qui a donné son nom au château sont cités à Saint-Jean-de-Côle dans des actes de vente dès 1256. Cette famille est originaire de Milhac-de-Nontron. 
Un château a existé pour protéger la région de Thiviers et le prieuré de Saint-Jean-de-Côle qui était administré par des chanoines réguliers de Saint-Augustin dont le Père Dupuy attribuait la fondation à Raynaud de Thiviers, évêque de Périgueux vers 1082. Le pape Célestin III a mis ce prieuré sous sa protection en 1192. Le château est ruiné pendant la guerre de Cent Ans quand les Anglais s'emparent du village en 1394, s'y installent et le fortifient. Les Anglais sont chassés de Saint-Jean-de-Côle par le sire d'Albret, en 1405.
Le château actuel a été reconstruit à partir de la fin du XVe siècle par Étienne de La Marthonie, conseiller au parlement de Bordeaux, marié en 1481 avec Isabeau de Pompadour, sœur de l'évêque de Périgueux, et achevé par son fils, Pierre Mondot de La Marthonie au début du XVIe siècle. 
Saint-Jean-de-Côle est pillé par les protestants en 1569, pendant les guerres de religion.
Après les guerres de religion, au début du XVIIe siècle, une aile a été ajoutée perpendiculairement au château du XVe siècle avec une galerie à arcades au rez-de-chaussée. Un escalier de plan carré a été édifié dans une des tours du XVe siècle.
Vers 1650, la terre de La Marthonie a été érigée en marquisat au profit du fils de Gaston de La Marthonie.
Un grand pavillon d'angle donnant sur les jardins a été ajouté au XVIIIe siècle.
À la fin du XVIIe siècle, Marie de Beynac, fille de Marie de La Marthonie et de Guy de Beynac, héritière de La Marthonie, s'est mariée avec César-Phœbus-François de Bonneval (1703-1765), comte de Bonneval, seigneur de Blanchefort, colonel du régiment de Poitou en 1723, brigadier des armées du roi, neveu de Claude Alexandre de Bonneval, dernier représentant des Bonneval de Coussac-Bonneval. Marie de Beynac a légué par testament du 3 janvier 1768 les seigneuries de La Marthonie et de Bruzac à Pierre et Marie-Claude de Beynac (1732-1802), ses neveux. Par transaction et héritage, elles ont été attribuées à Marie-Claude de Beynac mariée à Christophe de Beaumont du Repaire (1731-1802). Marie-Claude de Beynac a pris possession du château le 7 novembre 1774. Son mari, Christophe marquis de Beaumont est qualifié de premier baron du Périgord, brigadier des armées du roi, menin de monseigneur le dauphin, seigneur de Beynac, Commarque, La Marthonie, Bas-Bruzac et autres places. Ils ont émigré en 1793 et la terre a été vendue comme bien national. 
La terre de La Marthonie a été rachetée en partie par un autre comte de Beaumont vers 1830.

### Classement
Le château a été classé au titre des monuments historiques le 9 octobre 1943. 

## Galerie

Le château de La Marthonie en Périgord, commune de Saint-Jean-de-Cole, Dordogne, France.
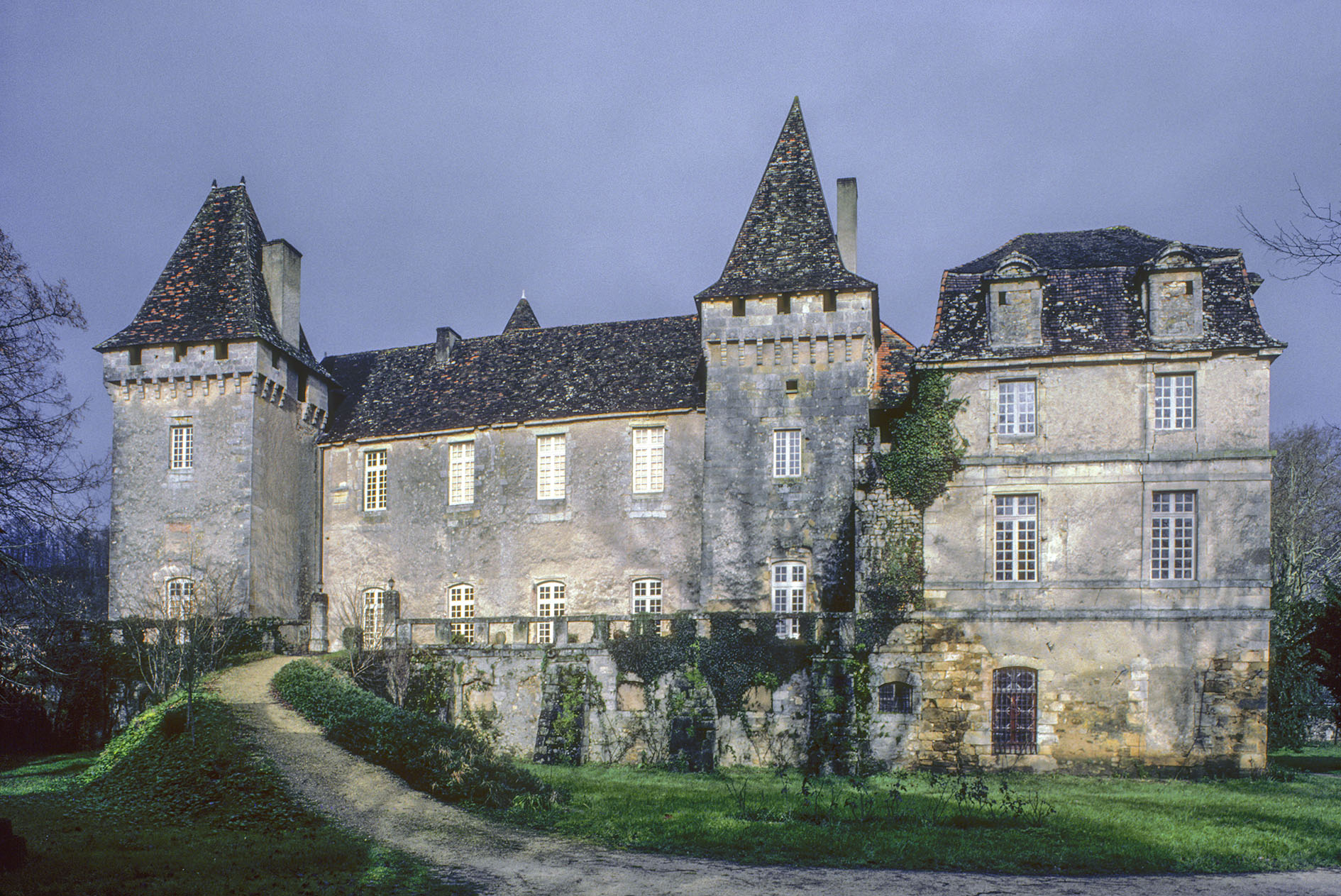
Vue d'ensemble S.-S.E.
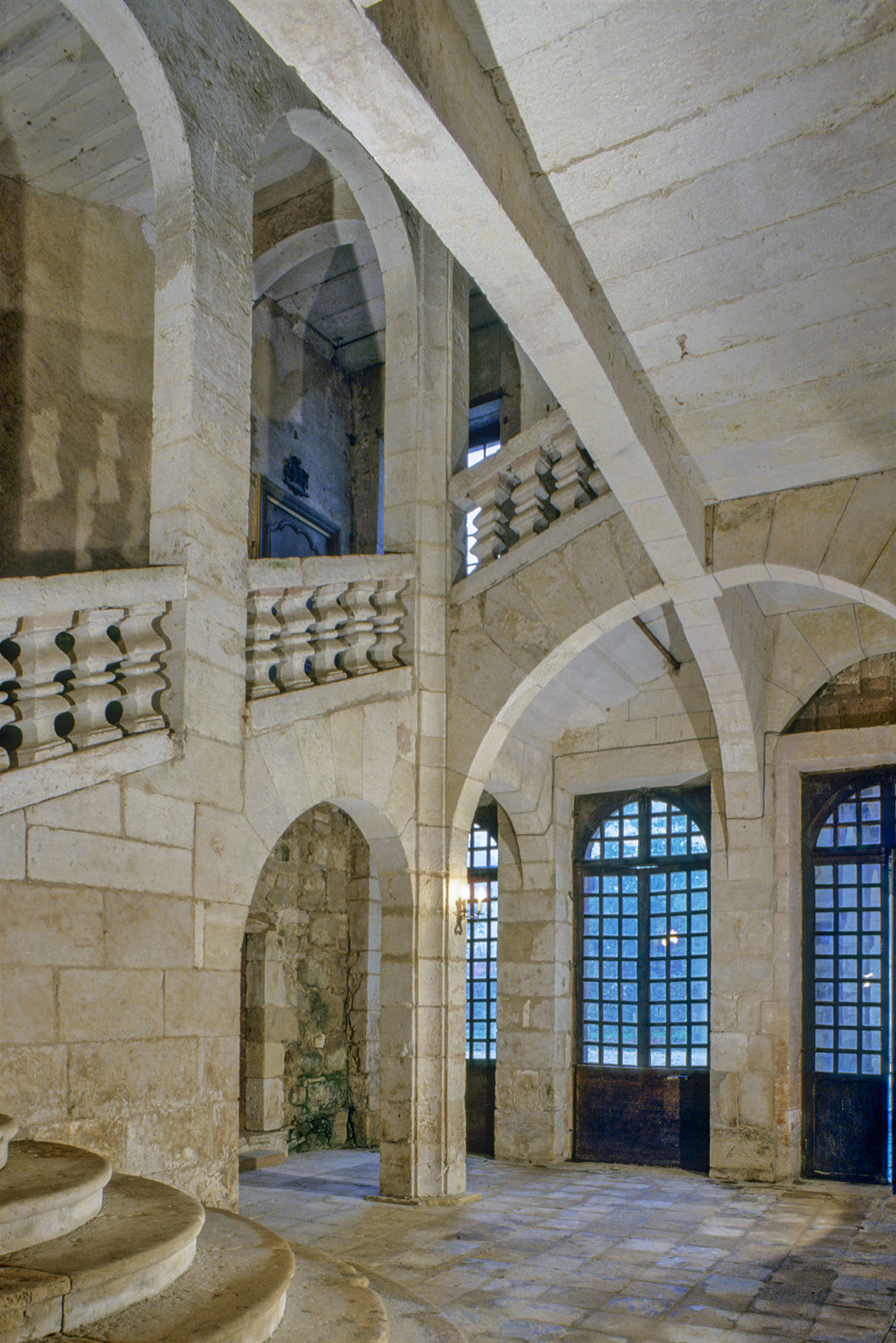
Le grand escalier XVIIe
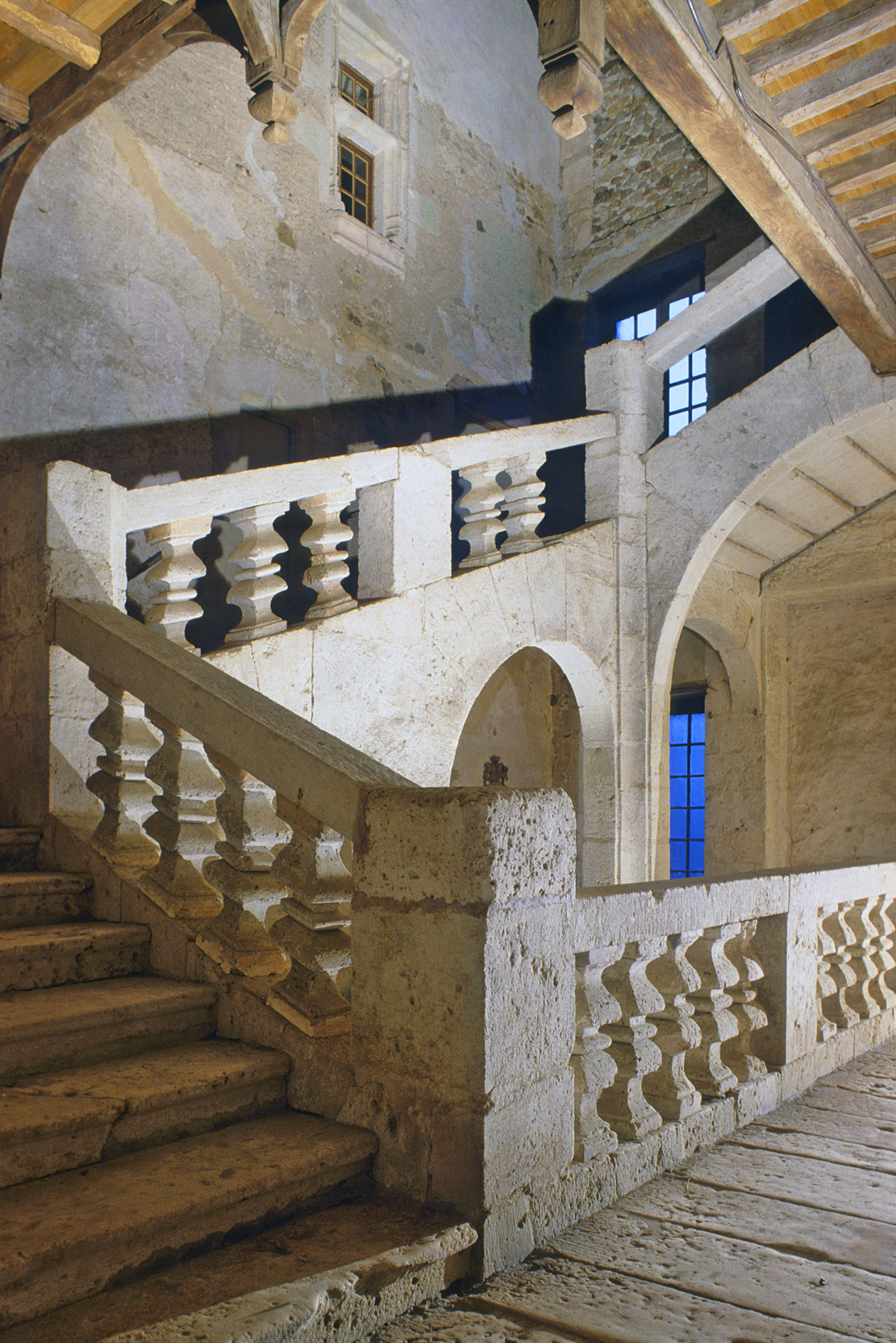
Le grand escalier XVIIe
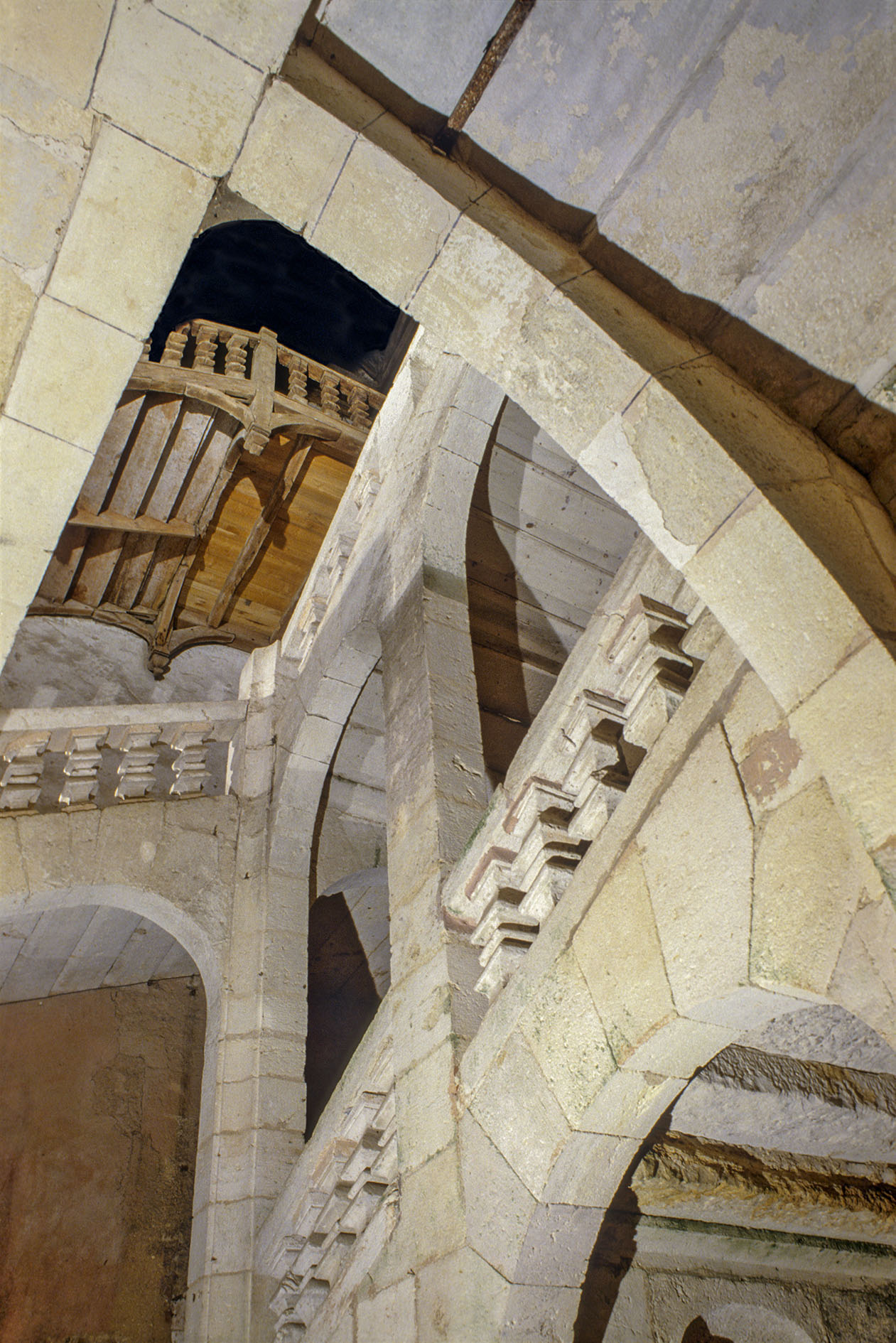
Le grand escalier XVIIe
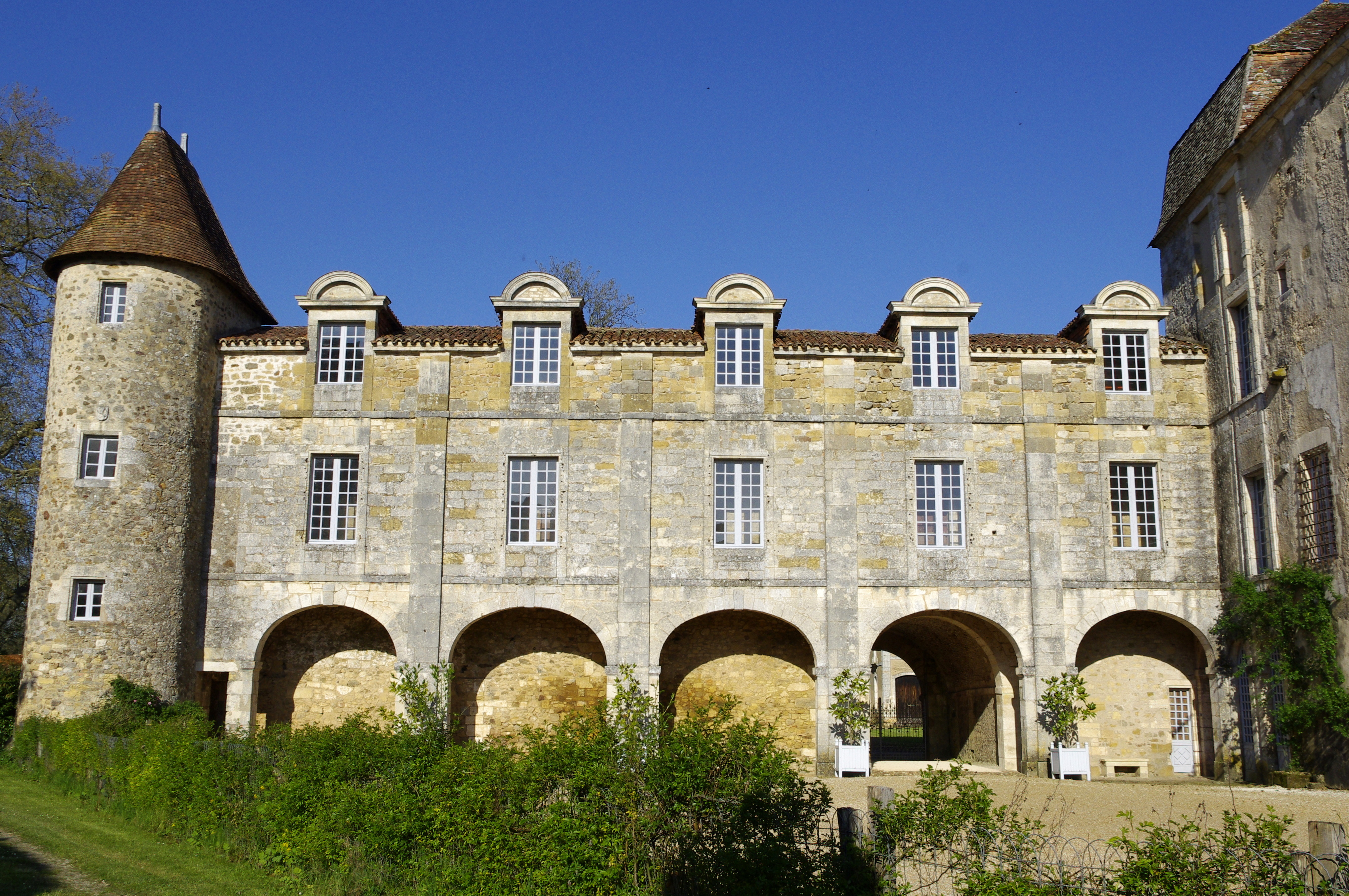
Aile du XVIIe siècle
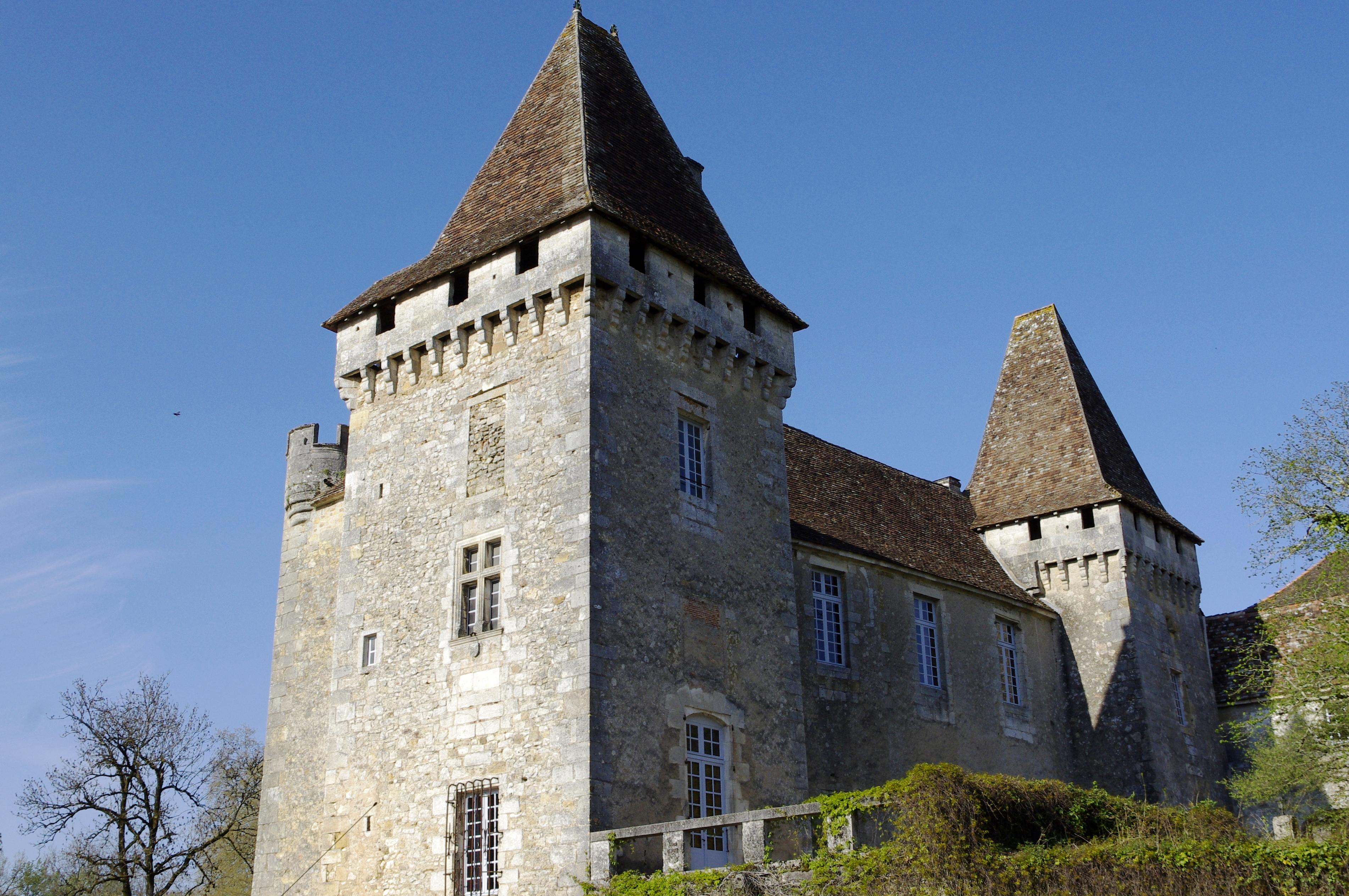
Façade est
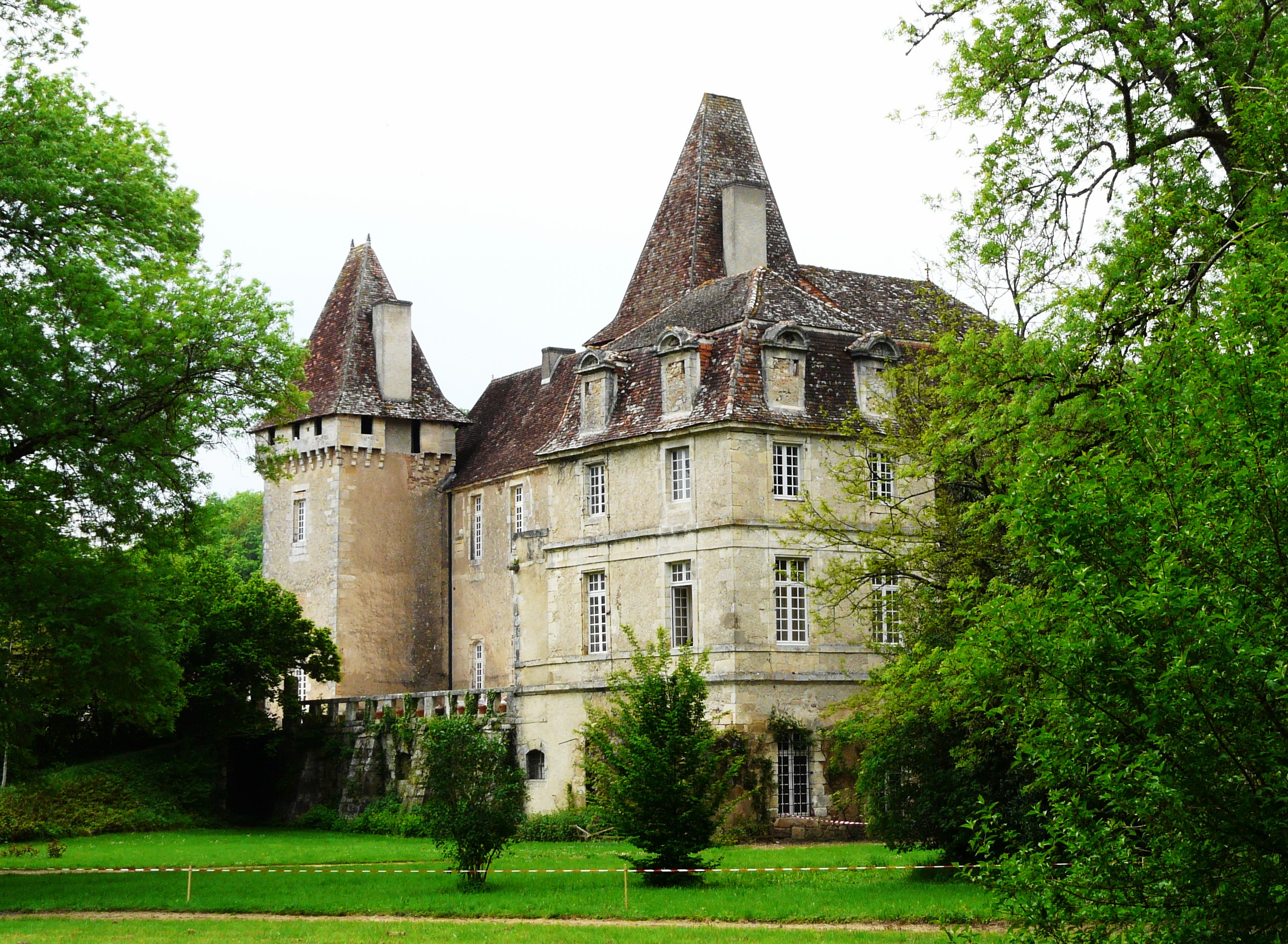
Pavillon d'angle ajouté au XVIIIe siècle